# Суплаку-де-Тінка
Суплаку-де-Тінка (рум. Suplacu de Tinca) — село у повіті Біхор в Румунії. Входить до складу комуни Кепилна.
Село розташоване на відстані 399 км на північний захід від Бухареста, 43 км на південь від Ораді, 113 км на захід від Клуж-Напоки, 125 км на північний схід від Тімішоари.

## Населення
За даними перепису населення 2002 року у селі проживали 479 осіб.
Національний склад населення села:
| Національність | Кількість осіб | Відсоток |
| -------------- | -------------- | -------- |
| румуни         | 455            | 95,0%    |
| цигани         | 23             | 4,8%     |

Рідною мовою назвали:
| Мова      | Кількість осіб | Відсоток |
| --------- | -------------- | -------- |
| румунська | 471            | 98,3%    |
| циганська | 8              | 1,7%     |